# Sébastien Carole
Pour les articles homonymes, voir Carole.
Sébastien Carole est un footballeur français né le 8 septembre 1982 à Pontoise. Il évolue au poste de milieu offensif droit.
Sébastien Carole a joué un match en Ligue des Champions	avec le club de Monaco et un match en Coupe de l'UEFA avec Châteauroux.
En 2010, il a été appelé en sélection de la Martinique pour la Coupe caribéenne des nations.

## Carrière
- Formation à l'Olympique de Cergy Pontoise
- 2002-2005 : AS Monaco B  France
  - fév. 2004-2004 : West Ham  Angleterre (prêt)
  - 2004-2005 : LB Châteauroux  France (prêt)
- 2005-2006 : Brighton and Hove Albion  Angleterre
- 2006-2008 : Leeds United  Angleterre
- nov. 2008-jan. 2009 : Darlington  Angleterre
- jan. 2009-2009 : Brighton and Hove Albion  Angleterre
- 2009-jan. 2010 : Tranmere Rovers  Angleterre
- jan. 2010-2010 : Brighton and Hove Albion  Angleterre
- depuis nov. 2012 : Bury FC  Angleterre[1],[2]